# Сан Дамијано (Пјаченца)
Сан Дамијано је насеље у Италији у округу Пјаченца, региону Емилија-Ромања.
Према процени из 2011. у насељу је живело 54 становника. Насеље се налази на надморској висини од 140 м.